# Cardiochilos
Cardiochilos là một chi thực vật có hoa trong họ Lan.